# Баллыджа (пещера)
Пещера Баллиджа (тур. Ballıca Mağarası) — небольшая пещера, расположенная в 6 км к юго-востоку от Пазара, провинция Токат (Турция).
Пещера находится в 600 м к юго-востоку от деревни Баллиджа.
Пещера Баллиджа — это пещера с ископаемыми остатками. Его общая длина составляет 68 м (223 фута). Верхние секции сложены Пермско-триасовым мрамором и известью. Есть два слоя над входом и пять слоев ниже, что составляет в общей сложности семь слоев. Пять слоев были сформированы в течение трех геологических периодов. Один участок, состоящий из двух слоев, простирается на северо-восток и юго-запад. Второй участок, содержащий слои 3 и 4, был сформирован во время второго эволюционного периода, а 5-й слой был сформирован в 20-м веке. Галерея, ведущая на открытое пространство с прудом, является первой секцией в северо-западном направлении. Она состоит из зала сталактитов и сталагмитов на первом уровне, а также зала Фоссилий и зала Летучих мышей на втором уровне. Великолепная галерея на третьем этаже состоит из трех смежных залов: Гриб, Колонна и Новый зал.
Колонии карликовых летучих мышей живут в разных частях пещеры, и их можно услышать и учуять, но не часто увидеть. Множество цветов в пещере поражают воображение, а фильтрованный воздух богат кислородом.
Примерно в 45-50 м (148—164 футов) от входа находится широкий салон. Этот зал содержит следы хозяйственного использования в какой-то момент истории (оштукатуренные стены, склад оштукатуренных материалов и т. д.). Внутри салона находятся многочисленные сталактиты, сталагмиты, колонны и водоемы.
В 2019 году пещера включена в предварительный Список объектов всемирного наследия ЮНЕСКО в Турции ЮНЕСКО.